# Leucophora mallochii
Leucophora mallochii este o specie de muște din genul Leucophora, familia Anthomyiidae. A fost descrisă pentru prima dată de Huckett în anul 1924.
Este endemică în New York. Conform Catalogue of Life specia Leucophora mallochii nu are subspecii cunoscute.